# Zemský okres Lüneburské vřesoviště
Zemský okres Lüneburské vřesoviště (německy Landkreis Heidekreis) je zemský okres v německé spolkové zemi Dolní Sasko. Sídlem správy zemského okresu je město Bad Fallingbostel. Má přibližně 140 tisíc obyvatel. 

## Města a obce
| Města: 1. Bad Fallingbostel 2. Munster 3. Schneverdingen 4. Soltau 5. Walsrode | Obce: 1. Ahlden 2. Bispingen 3. Böhme 4. Bomlitz 5. Buchholz 6. Eickeloh 7. Essel 8. Frankenfeld 9. Gilten 10. Grethem 11. Hademstorf 12. Häuslingen 13. Hodenhagen 14. Lindwedel 15. Neuenkirchen 16. Osterheide 17. Rethem 18. Schwarmstedt 19. Wietzendorf |

nezařazené území: Osterheide